# 仙台駅北部名掛丁自由通路
仙台駅北部名掛丁自由通路（せんだいえきほくぶなかけちょうじゆうつうろ）は、宮城県仙台市青葉区と宮城野区とを結び、仙台駅北部を横断する高架自由通路である。

## 概要
仙台駅東第二土地区画事業における関連事業の一環として整備され、2008年8月10日より供用開始。長さ約90m、幅員約4.5m。総工費は約7.3億円。24時間通行可能。
仙台駅北部の東西アクセスのネットワークを担う。西口側は、仙台マークワン（仙台パルコ）とAER、エスパル IIに面し、ペデストリアンデッキや仙台駅2階と同一フロア上にある。東口側は、地上階とをつなぐ階段およびエレベーターにてアパホテル<TKP仙台駅北>およびTKPガーデンシティ仙台駅北に面する。
整備当初の名称は仙台駅北部東西自由通路であったが、1887年の鉄道開通以来分断されてしまった当通路が位置する名掛丁の地名を使用してほしいという要望を受け、当名称に決定された。

## 沿革
- 2007年10月 - 着工。
- 2008年8月10日 - 供用開始。
- 2019年4月5日 - アパホテル<TKP仙台駅北>会議室棟開業に伴い、同施設およびホテルと直結する連絡通路が供用開始。